# Vator
Vator OY var ett finländskt företag som tillverkade båtar. Företaget grundades 1938 av Frans Hällström och Gustaf Johnsson i Jollas, Helsingfors. Namnet Vator är en förkortning av orden varv och motor. Företaget gick i konkurs efter en domstolstvist med Brunswick år 2008. I Sverige är Vator mest kända för sina kanariegula fritidsbåtar, som var en vanlig syn i skärgården på 1970- och 1980-talen.

## Historik
Endast ett år efter att företaget grundats, år 1939, blev Vators ägare inkallade i andra världskriget. Efter kriget blev de hemkallade och fortsatte med verksamheten, dock blev de återinkallade under fortsättningskriget. När de blivit hemkallade för andra gången, hade verksamheten varit stillastående för länge, vilket gjort situationen ohållbar. Släkterna Nemes och Jaari tog därför över varvet år 1944. Efter detta tillverkade företaget stora serier arbetsbåtar, bland annat för fiskeindustrin och sjöbevakningen. Så småningom gled man även in på nöjesbåtar, segelbåtar och motorkryssare.
Vator distribuerade amerikanska Brunswicks produkter i 56 år. Till produkterna hörde bland annat båtmotormärkena Mercury och Mercruiser samt Aquadors, Flippers och Bellas båtar.
Under årens gång har båtarna konstruerats och formgivits av bland annat Raymond Hunt, Sakari Mattila och Håkan Södergren.